# Città del Michigan (Q-R)
Lista delle città del Michigan, Stati Uniti d'America, comprendente tutti i comuni dello Stato (city, village, township e charter township).
I dati sono dell'USCB riferiti al censimento del 2000 e ad una stima del 01-07-2007.
| #    | città           | contea       | status           | Cens. 2000 | Stima 01-07-07 |
| ---- | --------------- | ------------ | ---------------- | ---------- | -------------- |
| 1365 | Quincy          | Branch       | township         | 4411       | 4260           |
| 1366 | Quincy          | Houghton     | township         | 251        | 242            |
| 1367 | Quincy          | Branch       | village          | 1701       | 1615           |
| 1368 | Raber           | Chippewa     | township         | 670        | 687            |
| 1369 | Raisin          | Lenawee      | township         | 6507       | 7263           |
| 1370 | Raisinville     | Monroe       | township         | 4896       | 5659           |
| 1371 | Ransom          | Hillsdale    | township         | 982        | 1030           |
| 1372 | Rapid River     | Kalkaska     | township         | 1005       | 1061           |
| 1373 | Ravenna         | Muskegon     | township         | 2856       | 2867           |
| 1374 | Ravenna         | Muskegon     | village          | 1206       | 1217           |
| 1375 | Ray             | Macomb       | township         | 3740       | 3864           |
| 1376 | Reading         | Hillsdale    | city             | 1134       | 1086           |
| 1377 | Reading         | Hillsdale    | township         | 1781       | 1774           |
| 1378 | Readmond        | Emmet        | township         | 493        | 550            |
| 1379 | Redding         | Clare        | township         | 526        | 525            |
| 1380 | Redford         | Wayne        | charter township | 51622      | 47313          |
| 1381 | Reed City       | Osceola      | city             | 2430       | 2353           |
| 1382 | Reeder          | Missaukee    | township         | 1112       | 1157           |
| 1383 | Reese           | Tuscola      | village          | 1375       | 1357           |
| 1384 | Reno            | Iosco        | township         | 656        | 670            |
| 1385 | Republic        | Marquette    | township         | 1106       | 1154           |
| 1386 | Resort          | Emmet        | township         | 2479       | 2518           |
| 1387 | Reynolds        | Montcalm     | township         | 4279       | 4323           |
| 1388 | Rich            | Lapeer       | township         | 1412       | 1575           |
| 1389 | Richfield       | Genesee      | township         | 8170       | 8650           |
| 1390 | Richfield       | Roscommon    | township         | 4139       | 4157           |
| 1391 | Richland        | Kalamazoo    | township         | 6491       | 6529           |
| 1392 | Richland        | Missaukee    | township         | 1445       | 1491           |
| 1393 | Richland        | Montcalm     | township         | 2868       | 2905           |
| 1394 | Richland        | Ogemaw       | township         | 956        | 953            |
| 1395 | Richland        | Saginaw      | township         | 4281       | 4246           |
| 1396 | Richland        | Kalamazoo    | village          | 593        | 744            |
| 1397 | Richmond        | Macomb       | city             | 4897       | 5659           |
| 1398 | Richmond        | Macomb       | township         | 3416       | 3804           |
| 1399 | Richmond        | Marquette    | township         | 974        | 1015           |
| 1400 | Richmond        | Osceola      | township         | 1695       | 1693           |
| 1401 | Ridgeway        | Lenawee      | township         | 1580       | 1611           |
| 1402 | Riga            | Lenawee      | township         | 1439       | 1373           |
| 1403 | Riley           | Clinton      | township         | 1767       | 1786           |
| 1404 | Riley           | St. Clair    | township         | 3046       | 3389           |
| 1405 | River Rouge     | Wayne        | city             | 9917       | 8739           |
| 1406 | Riverside       | Missaukee    | township         | 1050       | 1093           |
| 1407 | Riverton        | Mason        | township         | 1335       | 1390           |
| 1408 | Riverview       | Wayne        | city             | 13272      | 12152          |
| 1409 | Rives           | Jackson      | township         | 4725       | 5065           |
| 1410 | Robinson        | Ottawa       | township         | 5588       | 6106           |
| 1411 | Rochester       | Oakland      | city             | 10467      | 11031          |
| 1412 | Rochester Hills | Oakland      | city             | 68825      | 69337          |
| 1413 | Rock River      | Alger        | township         | 1213       | 1177           |
| 1414 | Rockford        | Kent         | city             | 4626       | 5331           |
| 1415 | Rockland        | Ontonagon    | township         | 324        | 336            |
| 1416 | Rockwood        | Wayne        | city             | 3442       | 3250           |
| 1417 | Rogers City     | Presque Isle | city             | 3322       | 3081           |
| 1418 | Rogers          | Presque Isle | township         | 949        | 908            |
| 1419 | Rolland         | Isabella     | township         | 1210       | 1265           |
| 1420 | Rollin          | Lenawee      | township         | 3176       | 3109           |
| 1421 | Rome            | Lenawee      | township         | 1772       | 1777           |
| 1422 | Romeo           | Macomb       | village          | 3721       | 3758           |
| 1423 | Romulus         | Wayne        | city             | 22979      | 23670          |
| 1424 | Ronald          | Ionia        | township         | 1903       | 2028           |
| 1425 | Roosevelt Park  | Muskegon     | city             | 3890       | 3783           |
| 1426 | Roscommon       | Roscommon    | township         | 4249       | 4199           |
| 1427 | Roscommon       | Roscommon    | village          | 1133       | 1078           |
| 1428 | Rose City       | Ogemaw       | city             | 721        | 695            |
| 1429 | Rose Lake       | Osceola      | township         | 1231       | 1222           |
| 1430 | Rose            | Oakland      | township         | 6210       | 6300           |
| 1431 | Rose            | Ogemaw       | township         | 1409       | 1406           |
| 1432 | Rosebush        | Isabella     | village          | 379        | 342            |
| 1433 | Roseville       | Macomb       | city             | 48129      | 46977          |
| 1434 | Ross            | Kalamazoo    | township         | 5047       | 5261           |
| 1435 | Rothbury        | Oceana       | village          | 416        | 436            |
| 1436 | Roxand          | Eaton        | township         | 1903       | 2048           |
| 1437 | Royal Oak       | Oakland      | charter township | 5446       | 2712           |
| 1438 | Royal Oak       | Oakland      | city             | 60062      | 57418          |
| 1439 | Royalton        | Berrien      | township         | 3888       | 4583           |
| 1440 | Rubicon         | Huron        | township         | 778        | 711            |
| 1441 | Rudyard         | Chippewa     | township         | 1315       | 1331           |
| 1442 | Rush            | Shiawassee   | township         | 1409       | 1449           |
| 1443 | Rust            | Montmorency  | township         | 549        | 577            |
| 1444 | Rutland         | Barry        | charter township | 3646       | 4129           |